# Valentina Lupi
Valentina Lupi (Velletri, 5 marzo 1981) è una cantautrice e musicista italiana.

## Biografia
Valentina Lupi vive a Velletri, dove è nata e inizia a suonare a Roma nei locali La Palma Club, Il Locale e Il Circolo degli Artisti.
Nel 2006 pubblica il suo primo album intitolato Non voglio restare Cappuccetto Rosso in collaborazione con Altipiani/GDM e distribuito da EDEL. Il disco, registrato a Roma e masterizzato a New York da George Marino, è un concept album di dodici brani con testi intimi che parlano d’amore e delle piccole sfumature della vita. L’album riceve riconoscimenti significativi: è in nomination per il Premio Fuori dal Mucchio ed entra nella rosa dei finalisti del Premio Tenco come "miglior album d'esordio".
Dopo l'uscita del disco, Valentina intensifica la sua attività live suonando sui palchi dell’Heineken Jammin’ Festival, Festival Internazionale della Poesia di Genova, M.E.I. di Faenza, Novara Summer Festival e molti altri. Nel 2007 vince la terza edizione della rassegna nazionale "Primo Maggio Tutto l’Anno” ed entra nel cast del Concerto del Primo Maggio, esibendosi a Piazza S.Giovanni. Con la sua band è ospite del Festival delle Culture Giovani di Salerno, del Festival della Musica di Pinerolo e di “Venti di Erasmus” a Rimini, in cui suona in apertura dei Tiromancino, Afterhours e BandaBardò. A Roma si esibisce a Villa Celimontana, a La Palma Club con Nicky Nicolai, all’Auditorium Parco Della Musica, insieme a Stefano Di Battista e al Circolo degli Artisti, dove ormai è di casa.
Nel 2011 pubblica il suo secondo album Atto terzo per Ali Buma Yé! Records/Audioglobe. Il disco pur confermando le sonorità pop/rock del primo lavoro, abbandona i testi introspettivi per dare spazio a brani di denuncia sociale. Continua attività live che la porta anche ad esibirsi all’estero in Austria, a Vienna e Salisburgo, e in Lussemburgo per "Sunshine for Palestine" e, insieme al musicista e compositore Matteo Scannicchio, realizza la colonna sonora del cortometraggio su Enrico Berlinguer "Ritorno a casa", ideato e diretto da Elisabetta Ranieri e Massimiliano Coccia.
Nel 2015 pubblica Partenze intelligenti (EP, Goodfellas Records/Goodfellas), scritto e prodotto insieme a Matteo Scannicchio e Maurizio Mariani. Il sound del disco riflette un cambiamento considerevole rispetto alle sonorità dei lavori precedenti, accogliendo i suoni vintage di rhodes, minimoog e vecchi pianoforti, ma anche le vibrazioni di bassi, chitarre e synth più vicini all’elettronica.
Nel 2023 annuncia il nuovo lavoro ‘Madre non Madre per l’etichetta Romolo Dischi, distribuito da ADA Music Italy e prodotto da Adriano Viterbini.  Il 7 settembre pubblica il primo singolo ‘Ho visto Gesù’ in anteprima video per La scena nuova - Repubblica.it e il 9 novembre l'album 'Madre non Madre' è in anteprima su Billboard Ita.
Nel 2024 Valentina Lupi vince il concorso nazionale per cantautrici Premio Bianca d'Aponte XX ed., aggiudicandosi anche il premio della Critica Fausto Mesolella (ex aequo con Irene Di Brino), oltre alla produzione e pubblicazione di un brano a cura di Maieutica Dischi.

## Discografia

### Album
- 2006 - Non voglio restare Cappuccetto rosso
- 2011 - Atto terzo
- 2015 - Partenze Intelligenti (Ep)
- 2023 - Madre non Madre